# 99% død
99% død er en amerikansk actionfilm fra 1974 instrueret af John Frankenheimer og filmen har Richard Harris i hovedrollen.

## Medvirkende
- Richard Harris som Harry Crown
- Edmond O'Brien som Onkel Frank Kelly
- Bradford Dillman som Big Eddie
- Chuck Connors som Marvin 'Claw' Zuckerman
- Ann Turkel som Buffy
- Constance Ford som Dolly
- David Hall som Tony
- Kathrine Baumann som Baby
- Janis Heiden som Clara
- Max Kleven som North
- Karl Lukas som Guard
- Tony Brubaker som Burt (as Anthony Brubaker)
- Jerry Summers som Shoes
- Roy Jenson som Jake